# Pan de papa

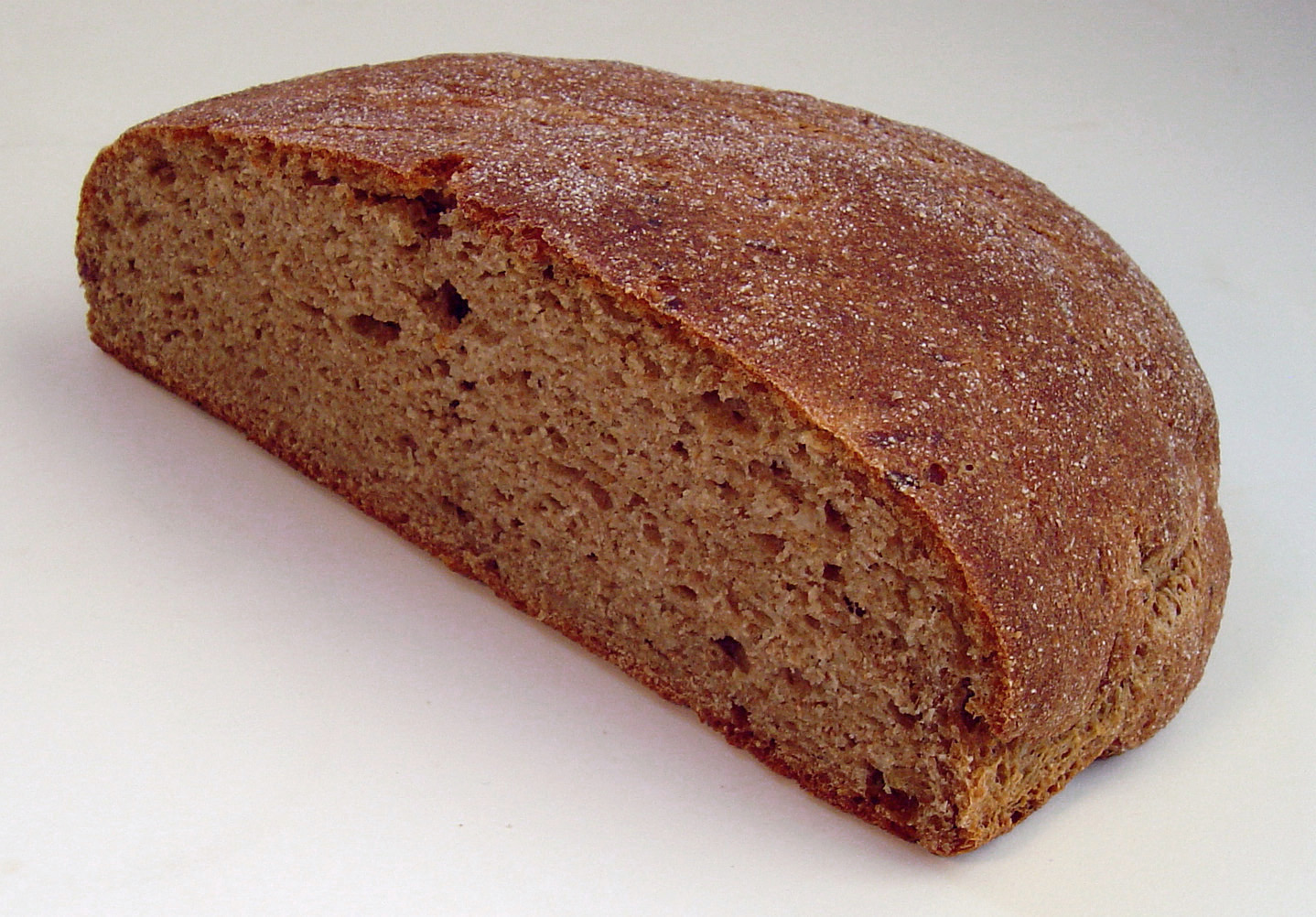
Medio pan integral de patata roja con levadura.

El pan de papa o pan de patata es un tipo de pan en el que la papa reemplaza parte o toda la harina de trigo. Se cuece con diversos métodos, incluyendo el horneado en una sartén o parrilla, o en un horno. Puede llevar levadura o no, y puede incluir varios otros ingredientes. El porcentaje de patata cambia de una receta a otra, pudiendo tener preponderancia la patata o, por el contrario, la harina de trigo. Algunas recetas emplean patata machacada mientras otras emplean copos de patata deshidratada. Está disponible como producto comercial en varios países, con parecidas variaciones en los ingredientes, métodos de preparación y otras características.

## Variedades
Alemania

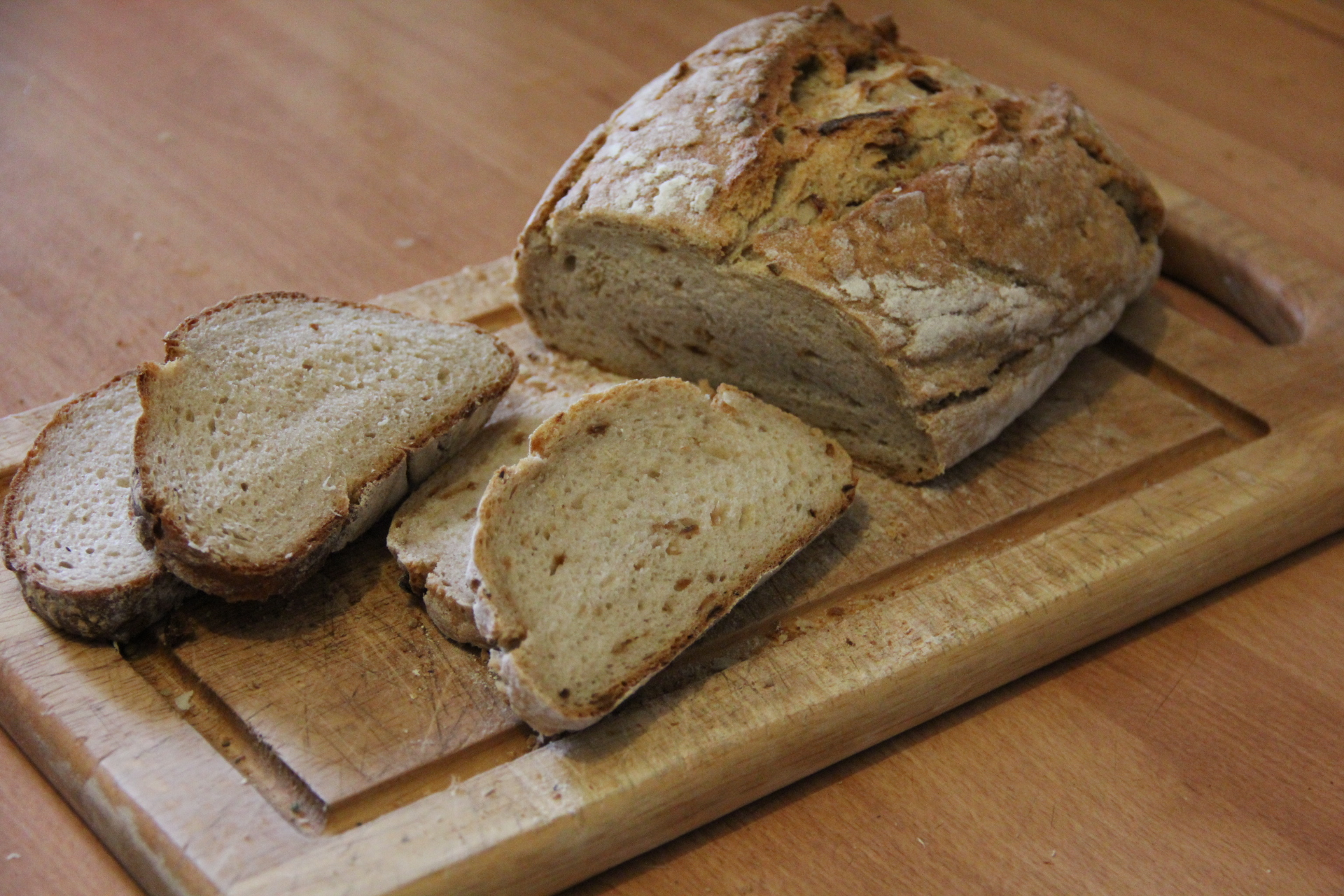
Kartoffelbrot

- El kartoffelbrot es un bollo de pan de patata que puede contener harina de centeno o espelta.

Chile

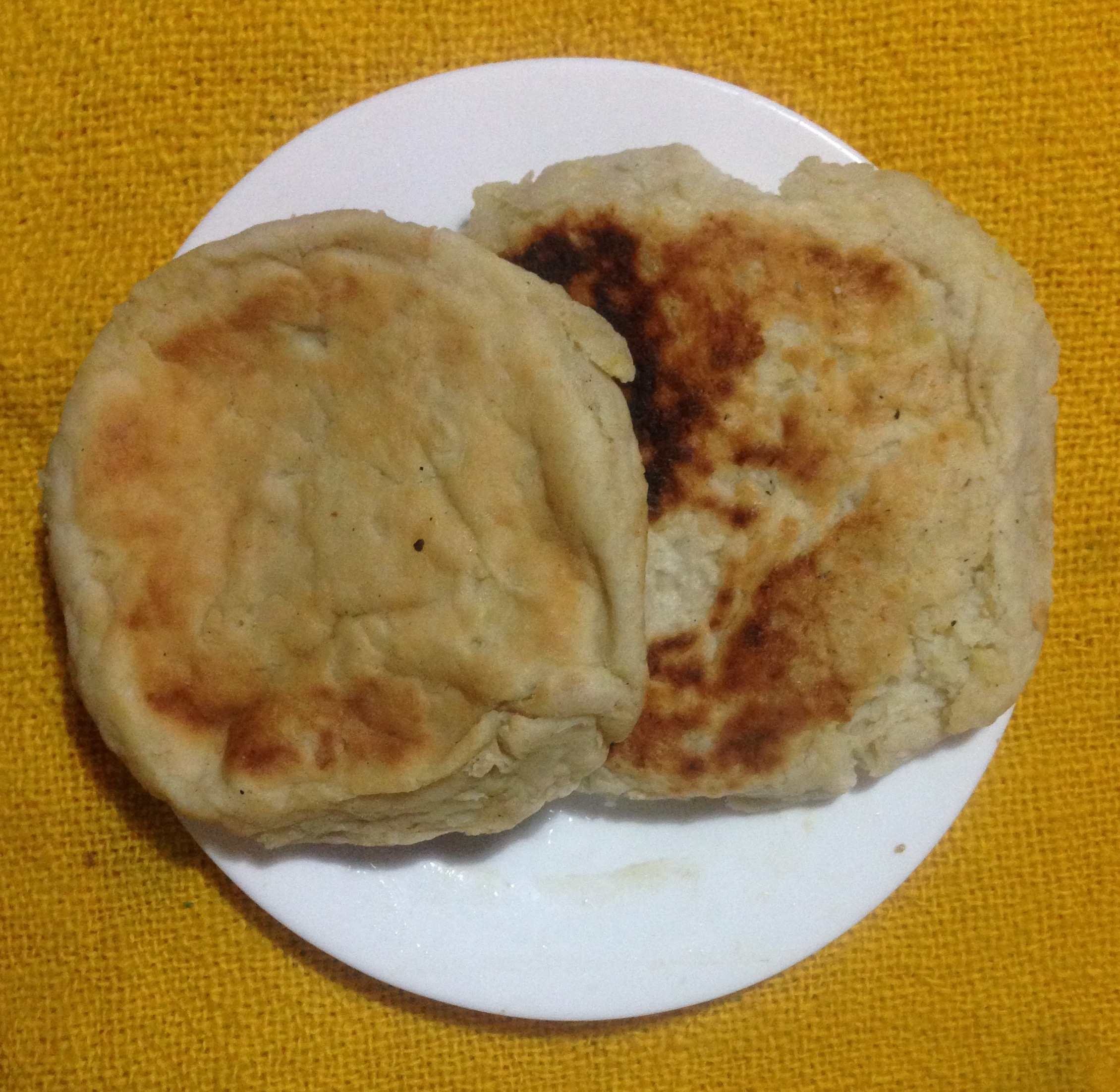
Tortillas de papa de Chiloé.

- La tortilla de papa, pan de papa o cema de Chiloé se elabora con harina ´de trigo y papas cocidas, usualmente además contiene chicharrones y se hornea.
- El milcao, de la cocina mapuche y chilota, se hace con una mezcla de papas cocidas y papas crudas trituradas a las que se extrae el agua. Se preparan fritos, horneados, hervidos o en curanto y existen variantes saladas y dulces.
- La chochoca o trotroyeco, también mapuche y de Chiloé, contiene los ingredientes de la tortilla de papa o del milcao, pero se prepara asada a las brasas, enrollada alrededor de un cilindro de madera.
- El chapalele de Chiloé se prepara con papas cocidas y harina y se pone a cocer en agua. Se consume caliente y se unta con miel o se le espolvorea azúcar.
- El chuañe o mella de papa de Chiloé se prepara con papas pilcahues (que permanecen desde el año anterior en el suelo y por ello son dulces) ralladas y mezcladas con harina de trigo, se cocina hervido, al horno o en curanto, en todos los casos envuelto en pangues, que le confieren parte de su sabor y el color morado del exterior.
- El huilquem o huilqueme de Chiloé se preparaba con un tipo de harina de papas, conocida como deche o ereːŋo, mezclada con harina de trigo y se hervía.
- El vaeme o vaem se preparaba con fécula de papa y se hervía.

España
- El pan de papas es pan elaborado con harina de trigo, papas guisadas, limón, matalahúva, etc., típico de las comarcas cumbreras y de medianías de Gran Canaria.[1]

Estados Unidos
- El pan de patata está disponible comercialmente como un panecillo ligero y esponjoso muy parecido al pan blanco industrial, pero con un color amarillento y un suave sabor a patata.
- El Cherokee Sweet Potato Bread (‘pan de batata cheroqui’) es una variante que emplea batatas en lugar de patatas.

Irlanda
- El pratie oaten usa harina de avena en lugar de trigo para mejorar la textura.
- El apple potato bread (‘pan de patata y manzana’) es una especialidad de Armagh, famosa por el cultivo de manzana. Es un bollo de pan de patata envuelto, como una empanada, alrededor de un relleno dulce de manzana.

Perú
- Papa-pan: un reciente aumento en el precio del trigo ha llevado a un incremento del uso de la patata en el país. «El papa-pan se está suministrando a colegios, presidios y el ejército, con la esperanza de que la tendencia se establezca.»[2]

Polonia
- El okrągły chleb kartoflany es un panecillo de patata ligero y esponjoso.[3]